# Louis Braille
Louis Braille ([lui braj], 4. ledna 1809 – 6. ledna 1852) byl vynálezce takzvaného Braillova písma, systému psaní pro nevidomé.

## Biografie
Braille se narodil v městečku Coupvray blízko Paříže ve Francii. Jeho otec Simon-René Braille byl sedlář. Ve věku tří let si Louis poranil levé oko šídlem z otcovy dílny. Dostal infekci, která se přenesla i na pravé oko, a postupně oslepl.
V deseti letech dostal stipendium na studium v Institutu des Jeunes Aveugles (Královský institut pro slepou mládež) v Paříži. Hrál na varhany a později se stal profesorem na tomtéž ústavu. Děti se zde učily číst pouze rozeznáváním vystouplých písmen hmatem. Nemohly však psát, protože tisk byl realizován vlisováním drátěných písmen do papíru.
Když mu bylo patnáct, vynalezl systém vyražených (vystouplých) bodů. Inspirací mu byl starý systém kapitána Charlese Barbiera de la Serre. Ten navštívil školu a přinesl s sebou již nepoužívaný vojenský systém nočního psaní. Vojenský systém byl vytvořen pro vojáky, aby mohli přijímat rozkazy i za tmy. Byl založen na dvanácti bodech. Braille jej zdokonalil a nakonec použil bodů pouze šest.
Louis Braille, který ve slepeckém ústavu pracoval jako učitel, vydal v roce 1829 svou první příručku pro nevidomé a v roce 1837 Braille zdokonalil psaní přidáním znamének pro zápis matematických symbolů (Nemeth Braille) a hudby (Braille music code). Trvalo však několik let, než se jeho systém prosadil. V roce 1852 se v Braillově písmu začaly tisknout knihy, jednou z prvních byl slabikář.
Braille měl od dětství chatrné zdraví a po roce 1835 onemocněl tuberkulózou. Omezoval hodiny výuky a v roce 1844 se učení definitivně vzdal. Věnoval se zdokonalování svého písma a v roce 1847 sestavil první psací stroj pro Braillovo písmo. V prosinci 1851 musel všechnu činnost ukončit, protože jeho zdravotní stav se rapidně zhoršil a začal vykašlávat krev. Braille zemřel 6. ledna 1852 ve věku 43 let, pohřben byl v rodném městě. O sto let později byly jeho ostatky slavnostně převezeny do pařížského Pantheonu. Jeho ruce byly ponechány v rodinném hrobě v Coupvray.
Ve Francii bylo Braillovo písmo oficiálně uznáno pro čtení a psaní mezi nevidomými dva roky po jeho smrti a v roce 1878 se stalo mezinárodní metodou pro výuku ve slepeckých školách.

## Zajímavosti

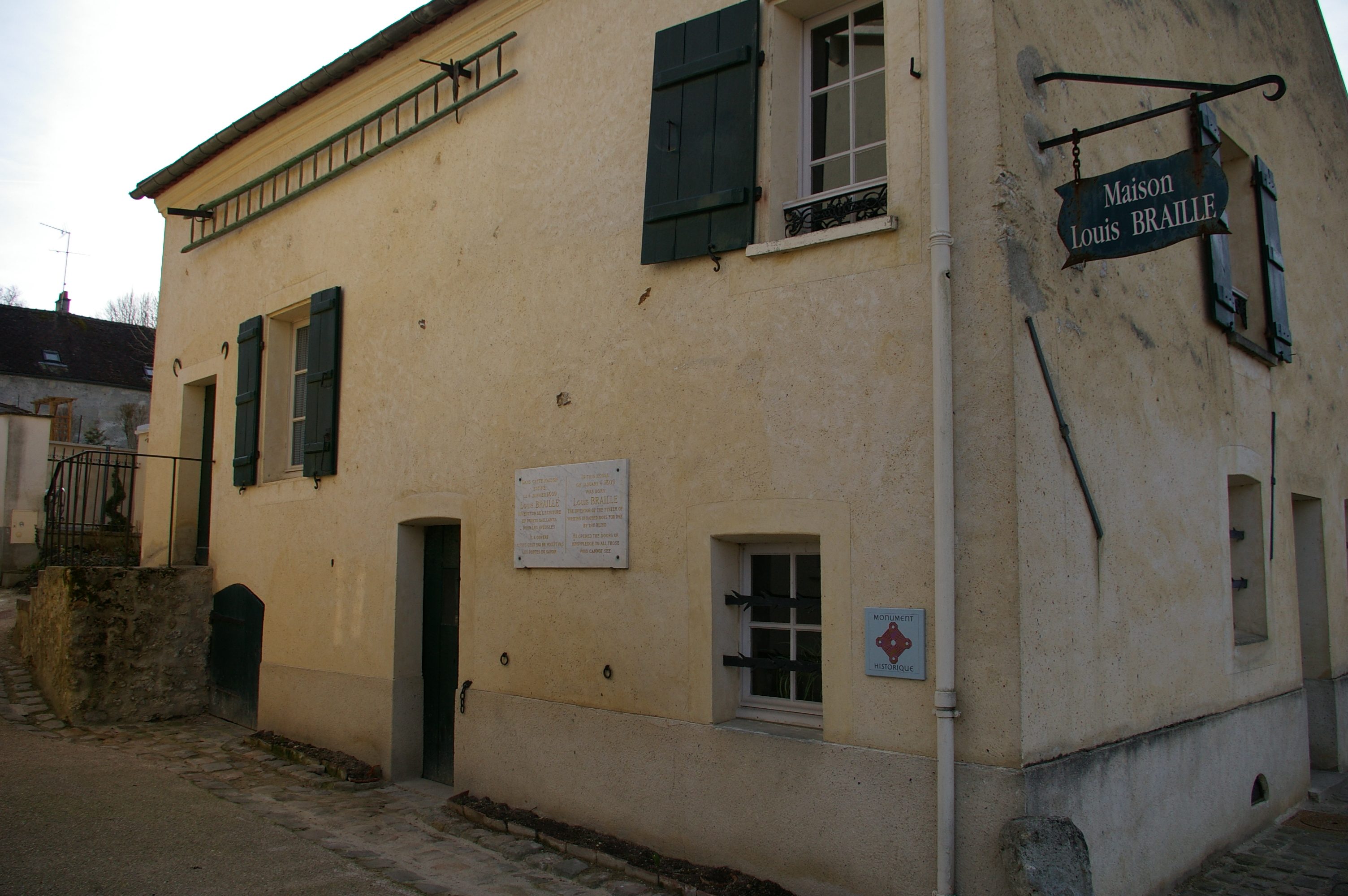
Muzeum Louise Brailla v Coupvray

Braillova podoba je známá pouze z posmrtné masky. V této podobě byl zobrazován později na portrétech, pomnících, poštovních známkách a mincích vydaných na jeho památku. V jeho rodném domě v Coupvray bylo zřízeno muzeum, v němž jsou umístěny nejrůznější předměty spjaté s Braillovým životem včetně pomůcek pro nevidomé.
Po Braillovi byla pojmenována planetka 9969.
Rok 2009 byl prohlášen Evropskou unií nevidomých Rokem Louise Brailla na připomínku dvoustého výročí jeho narození. Při příležitosti 200 let od narození Louise Brailleho vydala srbská pošta známku v hodnotě 46 dinárů.
Při příležitosti výročí narození Louise Brailla se od roku 2019 každoročně na popud OSN slaví Světový den Braillova písma.